# Área de Proteção Ambiental de Cafuringa
APA de Cafuringa é uma área de proteção ambiental brasileira do Distrito Federal, com 46.000 hectares (457,25 km²).
Situa-se entre 15°30 e 15°40 Sul e 47°50 e 48°12 Oeste, no noroeste do Distrito Federal, sendo limitada ao norte e oeste pelo estado de Goiás, a leste pela DF-150 e o ribeirão da Contagem e ao sul pela APA da Bacia do Rio Descoberto e o Parque Nacional de Brasília.
Engloba parte da Chapada da Contagem e da região recortada por drenagens naturais pertencentes à bacia do Rio Maranhão, e devido a isto apresenta relevo bastante acidentado com muitas cachoeiras.
Nela estão localizados o Poço Azul, a cachoeira de Mumunhas, o Morro da Pedreira, as cachoeiras do córrego Monjolo e a Ponte de Pedra nas nascentes do ribeirão Cafuringa. Contém a maior parte das ocorrências de calcário do Distrito Federal, contém inúmeras cavernas, sendo a mais expressiva a Gruta do Rio do Sal.
Sua importância está na preservação de seus recursos paisagísticos e espeleológicos, e na preservação da fauna e da flora. Preserva um dos mais extensos campos naturais do Distrito Federal e as maiores reservas de Mata Mesofítica que se estendem em direção à Bacia Amazônica.